# La capra (Picasso)
La capra è una scultura realizzata nel 1950 da Pablo Picasso ed è conservata nel Musée Picasso di Parigi.

## Descrizione
Nel 1948 l'artista si trasferì nella sua residenza a Vallauris, in cui aveva una capra ricevuta in dono da Jacqueline, da cui prese spunto per realizzare questa scultura. La capra è composta con oggetti e materiali di scarto recuperati in una discarica a Vallauris, assiemati, ricoperti da un calco in gesso. È presente anche un'altra versione dell'assemblaggio risalente sempre al 1950, realizzata in bronzo e conservata presso il  Museum of Modern Art di New York.
I materiali utilizzati sono: un cesto di vimini che costituisce il ventre,  due brocche come mammelle, foglie di palma per il muso e il dorso, cartone arrotolato per le orecchie, frammenti di metallo per i fianchi, alcune viti per le corna ed infine barattoli di latta per lo sterno. Una volta completata, Picasso mise la scultura in giardino accanto alla sua capra domestica, Esmeralda, che viveva con lui.